# Операція «Зейдліц»
Операція «Зейдліц» (нім. Unternehmen «Seydlitz»; 2 липня 1942 — 12 липня 1942) — операція німецьких військ з ліквідації Холм-Жирковського виступу. У результаті проведення операції були оточені та знищені 39-та армія та 11-й кавалерійський корпус Червоної армії, а загальні втрати радянських військ перевищили 61 тис. осіб.
К радянській історичній науці бої 2—23 липня 1942 року на Холм-Жирковському виступі були відомі як Оборонна операція в районі м. Білий або Холм-Жирковська оборонна операція.

## Передумови
На початку січня 1942 року Червона армія силами Калінінського та Західного фронтів розпочала операцію з метою ліквідації ржевсько-вяземського угруповання німецьких військ.
Недооцінка сил Вермахту призвела до того, що в районі селища Холм-Жирковського в напівоточенні опинились 39-та армія І. І. Масленникова та 11-й кавалерійський корпус С. В. Соколова. На початку літа 1942 року війська Масленнікова та Соколова займали територію в 5 тис. км². Постачання їх здійснювалось через район Нелідово в коридорі між німецькими військами, які утримували міста Оленино та Білий. У найвужчому місці ширина коридору становила 27—28 км.
Утримування в кільці радянських військ вимагало виділення значних сил 9-ї німецької армії, оскільки командування групи армій «Центр» оцінювало кількість оточених на 60 тис. осіб. Крім того, радянські війська перебували в безпосередній близькості від важливих комунікацій: шосе й залізничної колії Смоленськ — Вязьма та залізничної колії Ржев — Сичовка. З весни 1942 року німецьке командування розпочало підготовку операції для очищення Холм-Жирковського виступу. Операція одержала кодову назву «Зейдліц».

## Планування операції
Планування операції розпочалося в травні 1942 року. Наступом німецьких частин мав керувати командувач 9-ї армії генерал-майор Вальтер Модель, однак 23 травня під час авіаперельоту в район Білого його літак був збитий радянськими партизанами. Моделя з пораненням легень доправлено до шпиталю. Вже в смоленському шпиталі Модель доповідав головнокомандувачу групи армій «Центр» фельдмаршалові Клюге попередній план операції. 2 червня 1942 року командування 9-ю армією, подальше планування та проведення операції було покладене на генерала танкових військ Генріха фон Фітингофа.
До складу 9-ї армії фон Фітингофа входили 6-й, 23-й, 27-й і 41-й армійські корпуси, а також тактична група «Есебек» та армійська група «Раус». Спеціально для операції «Зейдліц» штабом 9-ї армії сформовано кавалерійську бригаду особливого призначення під командуванням полковника К. Ф. фон дер Медена
Оперативний план операції «Зейдліц» виглядав наступним чином: Спочатку наступом з півночі від західного флангу 23-го армійського корпуса і з півдня від Білого закрити «коридор». Потім стиснути радянські війська зі сходу, розколоти на окремі частини, оточити їх та знищити. Наступ зі сходу на захід, доручений 27-му армійському корпусові під командуванням генерала Цорна, мав розпочатися на 2 дні пізніше від західного зустрічного наступу. За задумом штабу 9-ї армії, це дозволило б уникнути передчасного відходу частин Червоної армії на захід і тим самим ускладнити завдавання зустрічного удару.
26 червня 1942 року план операції «Зейдліц» був затверджений.

## Контрзаходи Червоної армії
Попри небезпечну вузькість «нелідівського коридору», радянське командування ще взимку 1942 року вирішило не виводити війська з «мішка» й тримати оборону. На засіданні Ставки ВГК у присутності Й. В. Сталіна та командувачів Західного й Північно-Західного фронтів Г. К. Жукова та П. О. Курочкіна командувач Калінінського фронту І. С. Конєв зауважив:
«… якщо ми й заощадимо деякі сили на випрямленні Північно-Західного і Калінінського фронтів, то німці в цьому випадку теж вивільнять стільки ж, якщо не більше, сил і використають їх для посилення свого угруповання, … націленого на Москву».
 З думкою Конєва погодився й Жуков.
Болотиста лісиста місцевість, велика кількість водних перешкод та недостатньо розвинена система доріг давали Червоній армії змогу прогнозувати напрямки німецьких ударів. У ході оборонних заходів на лінії Оленіно — Білий були побудовані протитанкові перешкоди та бетоновані укріплення. Використано також оборонні споруди, зведені, але не пущені в діло Червоною армією ще влітку 1941 року.
Оборону на північ від «коридору» тримала 22-га армія генерал-майора В. О. Юшкевича, на південь — 41-ша армія генерал-майора Г. Ф. Тарасова.
Наприкінці червня наміри німців оточити 39-ту армію та 11-й кавалерійський корпус вже були очевидними. 29 та 30 червня в розмові з Масленніковим і Соколовим командувач Калінінським фронтом І. С. Конєв наголошував, що «не виключений у найближчі дні наступ противника з району Білого в північному та північно-східному напрямку».

## Хід операції

Операція «Зейдліц» (липень 1942 року)

Операція «Зейдліц» розпочалась 2 липня 1942 року о 3:00. Атаці німецьких військ передувала нетривала артпідготовка та удар з повітря бомбардувальників Ю-87.
З півночі з району Оленіно двома групами наступав 23-й армійський корпус генерала Шуберта. До складу західної групи входили 1-ша танкова, 110-та і 102-га піхотна дивізії, до складу східної — 5-та танкова дивізія та кавалерійська бригада фон дер Медена. З району Білого на схід наступ почала група Есебека в складі 2-ї танкової та 246-ї піхотної дивізії. На всіх напрямках наступу частини Вермахту зустріли активну протидію червоноармійців, а на деяких ділянках німецькі атаки навіть було відбито.
У складному становищі опинилась 1-ша танкова дивізія німців. В районі селища Старухи вона наштовхнулась на радянські доти. Для підтримання наступу на цій ділянці командуванням 9-ї армії в бій було введено піхотну та моторизовану дивізії.
На кінець першого дня операції була контратакована 2-га танкова дивізія Вермахту. Фланговий удар 30 радянських танків німцям вдалося відбити лише 3 липня за підтримки авіації.
Незначних успіхів досягла і 5-та танкова дивізія Вермахту. Її просуванню перешкоджали протитанкові загородження та мінні поля.
Досить вдало діяла кавалерія фон дер Медена. Просуваючись лісом паралельно 5-й танковій дивізії, їй вдалося вийти в тил радянським військам та прорвати фронт.
Загалом станом на 3 липня хід операції характеризувався командуванням Вермахту як «доволі повільний», а успіхи — «поодинокими».
4 липня о 1:45 силами 46-го танкового корпусу, 86-ї і 328-ї піхотних та 20-ї танкової дивізії розпочався другий етап німецької операції — наступ зі сходу на захід. На правому крилі одразу вдалося оволодіти селищем Разбойня, де розміщувався штаб 39-ї радянської армії.
5 липня 1942 року об 11:00 2-га танкова дивізія німців ударом з півдня оволоділа селом Пушкарі. О 16:20 з півночі до Пушкарів підійшла 1-ша танкова дивізія — кільце замкнулося. В оточення потрапили всі частини й з'єднання 39-ї армії і 11-го кавалерійського корпусу, а також з'єднання 41-ї (17-та гвардійська стрілецька, 135-та стрілецька дивізії, 21-ша танкова бригада) і 22-ї (355-та, частини 380-ї і 185-ї стрілецьких дивізій) армій. Спроби радянських військ силами 12 танків на північ від Білого і 20 — на захід від Старух відновити прохід закінчилися невдачею.
Широкий наступ німецьких частин, що розпочався 2 липня на захід від Ржева, ефективно підтриманий авіаційними частинами, привів після прориву системи ворожих позицій у важких лісових боях до оточення й знищення декількох стрілецьких і кавалерійських дивізій, а також однієї танкової бригади. У цій 11-денній битві взято понад 30000 військовополонених, захоплено або знищено 218 танків, 591 гармату, 1301 кулемет і міномет, а також велику кількість іншої зброї й військового майна всіх видів. Втрати ворога серйозні. Число військовополонених і трофеїв продовжує рости
Верховне командування німецько-фашистської армії 13 липня вибухнуло ще одним шахрайським брехливим «спеціальним повідомленням» про чергове «оточення» і «знищення» радянських військ… 
…Між 2 і 13 липня в районі на захід від Ржева дійсно відбувалися бої… У ході боїв наші війська втратили до 7000 убитими й пораненими та 5000 зниклими безвісти, значна частина яких утворила партизанські загони, що діють у тилу противника, 80 танків, 85 гармат, 200 кулеметів. 
За цей же період боїв на захід від Ржева німці втратили понад 10000 солдатів і офіцерів тільки вбитими, понад 200 танків, понад 70 гармат, не менше 250 кулеметів і мінометів, 30 бронемашин і 50 літаків…
5 липня Масленніков ухвалив рішення про вихід військ з Холм-Жирковського виступу. Ввечері того ж дня з'єднання 39-ї армії залишили свої позиції та з боями відійшли спочатку до ріки Білої, а потім до ріки Обша. Вранці 6 липня на зустріч 39-й армії рушили частини 11-го кавалерійського корпусу. У зв'язку зі зливами, вкрай поганим станом доріг, нестачею пального та тягачів, велику кількість важкої техніки та зброї під час переходу довелося знищити. 7 липня основні сили оточених радянських військ зустрілись в районі села Єгор'є. Тут німецькі війська, підсилені частинами знятими з інших ділянок фронту, атакували оборонні позиції Червоної армії, розсікли оточених та утворили два котли — «південний» та «північний».
Протягом 7—9 липня з малого («північного») котла вдалося вийти з'єднанням 41-ї радянської армії, а також окремим групам і бійцям 22-ї та 39-ї армій.
9 липня у великому («південному») котлі основні сили 39-ї армії та підпорядкованого їй 8 липня 11-го кавалерійського корпусу здійснили кілька спроб оволодіти переправою через Обшу з метою вийти з оточення в районі селища Нестерове. Можливість прориву змусила німців підтягнути в район «південного» котла резервні частини. Вже 10 липня частини Вермахту оволоділи смугою між річками Біла та Обша і змусили радянські війська відійти в ліси. Без продовольства, медикаментів та боєприпасів, втративши радіозв'язок з командуванням Калінінським фронтом, оточена радянська армія поступово втрачала обороноздатність. 11 липня була здійснена чергова організована спроба прорвати німецьке кільце, але вона завершилась безрезультатно. Після цього війська Вермахту розпочали зачистку котлів.
12 липня 1942 року командування 9-ї армії доповіло штабу групи армій «Центр» про успішне завершення операції «Зейдліц». 13 липня з'явилося офіційне повідомлення Вермахту, яке наступного дня було спростоване Радянським інформаційним бюро з формулюванням «Шахрайське повідомлення гітлерівського командування».
З 15 липня багато німецьких частин, які брали участь в операції, залізницею з Сичовки були доправлені на інші ділянки фронту.
Однак організований супротив оточених не закінчився 12 липня. 17 липня в північному котлі зібралася група чисельністю близько 1500 осіб під керівництвом командира 18-ї кавалерійської дивізії генерал-майора П. С. Іванова. У південному котлі зібралися приблизно 8000 червоноармійців, під командуванням штабу 39-й армії. У ніч з 18 на 19 липня поранений командувач 39-ї армії І. І. Масленніков літаком У-2 був евакуйований в тил, командування перебрав на себе його заступник генерал-лейтенант І. О. Богданов. В ніч з 21 на 22 липня, за підтримки 22-ї армії, Богданову вдалося вивести з оточення групу з 7362 чоловік. Сам він був важко поранений і помер 24 липня у шпиталі. Також під час прориву з оточення загинули начальник штабу 39-ї армії генерал-майор Мірошниченко, командир 18-ї кавалерійської дивізії генерал-майор Іванов та заступник командувача 22-ї армії генерал-майор Березін. На лінії Білий — Духовщина в смугу 41-ї армії радянськими партизанами було виведено з оточення ще понад 6000 бійців.
23 липня 1942 року із журналу бойових дій Калінінського фронту остаточно зникають записи про стан 39-ї армії і 11-го кавалерійського корпусу. Цей день можна вважати фактичною датою завершення операції «Зейдліц».

## Втрати сторін

### Червона армія
Втрати Калінінського фронту (липень 1942 року)
| Армія або корпус           | Вбитих | Поранених | зниклих безвісти | З інших причин | Хворих, евакуйованих у шпиталь | Всього |
| 22-га армія                | 1 433  | 3 279     | 3 905            | 27             | 699                            | 9343   |
| 39-та армія                | 582    | 269       | 22 749           | 33             | 14                             | 23 647 |
| 41-ша армія                | 2 000  | 4 156     | 6 347            | 868            | 531                            | 13 902 |
| 11-й кавалерійський корпус | 371    | 316       | 14 071           | 42             | 30                             | 14 830 |
| В підсумку                 | 4 386  | 8 020     | 47 072           | 970            | 1 274                          | 61 722 |

### Вермахт
Хоча конкретних цифр про втрати німецьких військ в операції «Зейдліц» немає, а дані Радінформбюро достатньо сумнівні, російський історик С. О. Герасимова, спираючись на спогади учасників тих подій з боку німецької сторони, наголошує на значних втратах частин Вермахту, особливо в перші дні операції.

## Підсумки

Радянські військовополонені, липень 1942 року

### Червона армія
- Червона армія втратила вигідний плацдарм для наступальних дій проти групи армій «Центр».
- Втративши Холм-Жирковський виступ, радянське командування не тільки не вивільнило резерви, а й змушене було терміново відновлювати цілий ряд військових формувань.

### Вермахт
- Група армій «Центр» скоротила лінію фронту та вивільнила частини для інших ділянок фронту.
- Військами Вермахту було взято під контроль шосе Смоленськ — Оленіно, що значно покращило постачання 9-ї армії.
- За німецькими даними, у полон було взято 50 131 червоноармієць, знищено або захоплено 226 танків, 58 літаків, 763 одиниці артилерійської зброї, 1995 кулеметів, а також велику кількість стрілецької зброї[3][4].